# Kommunalwahlen in Nordrhein-Westfalen 2014

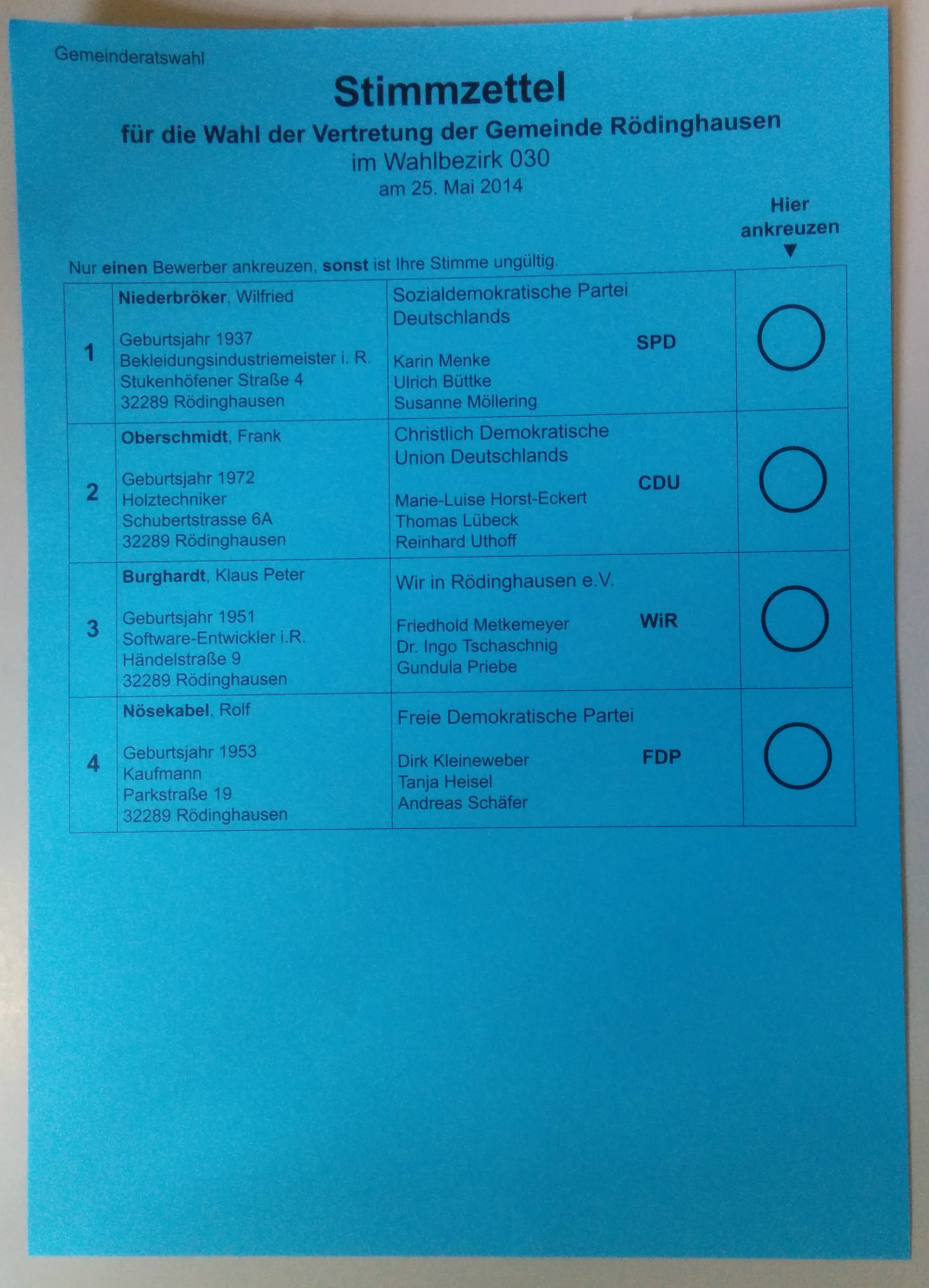
Stimmzettel für die Wahl zum Rat der Gemeinde Rödinghausen

Die Kommunalwahlen in Nordrhein-Westfalen 2014 wurden auf den 25. Mai 2014 festgesetzt. Zeitgleich mit diesen Kommunalwahlen in Nordrhein-Westfalen wurden die Europawahl in Deutschland 2014 und die Wahl zu den Integrationsräten angesetzt. Am selben Tag fanden auch die Kommunalwahlen in Baden-Württemberg, Brandenburg, Hamburg, Mecklenburg-Vorpommern, Rheinland-Pfalz, dem Saarland, Sachsen, Sachsen-Anhalt und Thüringen statt.

## Allgemeines
Das Mindestalter für das aktive Wahlrecht betrug 16, für das passive Wahlrecht 18 Jahre. Die Zahl der zu wählenden Gemeindevertreter in den Räten betrug zwischen 20 und 90. Eine Fünf-Prozent-Hürde gab es nicht mehr. Die Mandate wurden nach dem Divisorverfahren mit Standardrundung nach André Sainte-Laguë verteilt.

## Sonderregelungen
Nach der Entkoppelung der Bürgermeister- und Landratswahlen, die 2007 in der Regierungszeit von Jürgen Rüttgers beschlossen, aber später während der Regierungszeit von Hannelore Kraft rückgängig gemacht wurde, gab es bei dieser Wahl einige Sonderregelungen, die im Gesetz zur Stärkung der kommunalen Demokratie vom 9. April 2013 festgelegt wurden:
- Die Räte der Städte, Gemeinden und Kreise sowie die Bezirksvertretungen wurden einmalig für sechs Jahre gewählt, danach wieder für fünf Jahre.
- Den (Ober-)Bürgermeistern und Landräten, die zusammen mit den allgemeinen Kommunalwahlen 2009 gewählt wurden, wurde ein einmaliges Rücktrittsrecht angeboten, so dass die Direktwahlen mit den Ratswahlen zusammengelegt werden konnten. Nach einer Umfrage des WDR Ende 2013 wollten etwa 197 der 427 Bürgermeister, Oberbürgermeister und Landräte im Land ihr Amt vorzeitig zur Verfügung stellen, um zumeist aus Kostengründen die Wahltermine mit den Terminen für die Kommunalwahlen zu synchronisieren.[3] Eventuell notwendige Stichwahlen bei der Wahl der Bürgermeister, Oberbürgermeister und Landräte fanden am 15. Juni 2014 statt. Als Wahltermine für Bürgermeister und Landräte, die ihr Amt nicht vorzeitig zur Verfügung stellen wollen, wurden der 28. September 2014 und der 13. September 2015 festgelegt.

## Ergebnisse
Landesergebnis (Kreistage und Räte der kreisfreien Städte)
| Partei            | Stimmen absolut | Prozent | Veränderung zu 2009 in %-Punkten |
| ----------------- | --------------- | ------- | -------------------------------- |
| Wahlberechtigte   | 14.275.974      |         |                                  |
| Wähler            | 7.133.816       | 49,97   | −1,93                            |
| Gültige Stimmen   | 7.028.269       | 98,52   | +0,41                            |
|                   |                 |         |                                  |
| CDU               | 2.636.369       | 37,51   | −1,16                            |
| SPD               | 2.207.862       | 31,41   | +1,97                            |
| GRÜNE             | 821.128         | 11,68   | −0,31                            |
| FDP               | 333.766         | 4,75    | −4,38                            |
| LINKE             | 326.923         | 4,65    | +0,33                            |
| AfD               | 179.485         | 2,55    | +2,55                            |
| Piraten           | 111.178         | 1,67    | +1,64                            |
| pro NRW           | 36.082          | 0,51    | −0,06                            |
| Sonstige Parteien | 52.155          | 0,74    | −0,19                            |
| Wählergruppen     | 316.224         | 4,50    | −0,40                            |
| Einzelbewerber    | 1.097           | 0,02    | −0,01                            |

## Kommunalwahlen in Köln
Bundesweite Aufmerksamkeit erhielt das Wahlergebnis in Köln und die bis Mai 2015 anhaltende öffentliche Diskussion um eine Neuauszählung dort. In Köln hatte die Rot-Grüne Stadtregierung eine Mehrheit von gerade einmal einem Sitz im Rat der Stadt erhalten, siehe hierzu Ergebnisse der Kommunalwahlen in Köln. Mit nur 8 Wählerstimmen mehr hätte die CDU ein weiteres Mandat im Rat erhalten und die Rot-Grüne Mehrheit wäre verloren. Im Briefwahlbezirk Rodenkirchen, einer Hochburg der CDU, hatte nach dem amtlichen Endergebnis die CDU entgegen dem Trend deutlich Stimmen verloren und die SPD gewonnen. Das Stimmenverhältnis der beiden Parteien hatte sich verglichen mit der letzten Wahl nahezu umgekehrt. Die SPD hatte danach 298 Stimmen errungen, die CDU 175. Der Verdacht drängte sich auf, die beiden Wahlstapel seien vertauscht worden. Der Wunsch der CDU nach einer Neuauszählung dieses Wahlbezirks wurde vom Wahlausschuss abgelehnt. Erst nach politischem Druck entschieden sich die Grünen dafür, eine Neuauszählung aller Wahlbezirke zu fordern. Der Rat der Stadt beschloss dieses Vorgehen mit Stimmen von CDU, FDP und Grünen, der Beschluss wurde aber von der Regierungspräsidentin Gisela Walsken (SPD) aufgehoben. Sie orientierte sich dabei an einem Erlass des SPD-geführten Innenministeriums. Die Klage des Rates auf Neuauszählung aller Wahlbezirke wurde vom Verwaltungsgericht Köln abgelehnt, da nur in einem Wahlbezirk der Verdacht auf einen Fehler bestand. Die Klage der CDU auf Neuauszählung des Wahlbezirks Rodenkirchen war hingegen erfolgreich: Der Wahlbezirk wurde neu ausgezählt und es ergab sich, dass tatsächlich die Werte von CDU und SPD vertauscht waren.
In der Folge trat Wahlleiter Kahlen zurück. Er hatte das Nichtauszählen damit begründet, dass die Niederschriften der Wahl in Rodenkirchen „überdurchschnittlich sorgfältig“ erfolgt seien und es deshalb keinen Grund für einen Zweifel gegeben habe. Die CDU gewann einen Sitz im Rat. Die SPD verlor einen Sitz. Seinen Sitz abgeben musste ausgerechnet Jochen Ott, der Kandidat der SPD für die Oberbürgermeisterwahl in Köln.